# AN/SLQ-25 Nixie

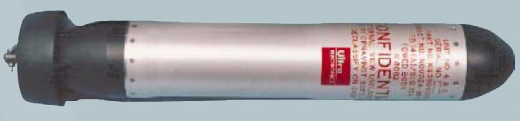
Буксирувана приманка ТБ-14А з системи AN/SLQ-25A/C "Nixie"

AN/SLQ-25 Nixie та його варіанти, є буксируваними торпедними приманками, які використовуються на військових кораблях США та союзників. Він складається з буксированого обману (ТБ-14А) і суднового генератора сигналів. Приманка видає сигнали, щоб відвести торпеду від наміченої цілі.
Nixie намагається перемогти пасивний гідролокатор торпеди, випромінюючи імітований шум корабля, такий як шум гвинта та двигуна, який є більш пріоритетним, ніж корабель для датчиків торпеди.

## Опис
AN/SLQ-25A Nixie — це дизайн «з нуля» у порівнянні з AN/SLQ-25 Nixie. Окрім кількох незначних механічних компонентів, вони не мають спільних частин. AN/SLQ-25A використовує волоконно-оптичний буксирний кабель (FOTC) і двобарабанну лебідку RL-272C потужністю 10 кінських сил. Кілька інженерних змін призвели до широкого використання в системі обладнання COTS. Програму діагностики можна запустити локально або з пульта дистанційного керування, і вона перевіряє всі електронні функції.
AN/SLQ-25B включає в себе обладнання AN/SLQ-25A і містить датчик буксированої групи для виявлення підводних човнів і торпед, що наближаються. AN/SLQ-25B також містить додаткові активні гідролокаційні приманки, приймаючи, посилюючи та повертаючи «пінги» від торпеди, представляючи торпеді більшу помилкову ціль.
Система AN/SLQ-25C є модернізацією системи AN/SLQ-25A. AN/SLQ-25C включає вдосконалені засоби протидії торпедам надводних кораблів із додаванням нових режимів протидії вздовж довшого, більш функціонального буксирного троса.
Як правило, великі кораблі можуть мати дві системи Nixie, встановлені на кормі судна, щоб дозволити роботу окремо або парами, тоді як менші кораблі можуть мати лише одну систему.
Відповідно до спільного меморандуму про взаєморозуміння Великої Британії та США, МО Великої Британії та МО США сприяють розвитку систем живучості торпед. Зараз США працюють над програмою Active Source під назвою DCL Technology Demonstrator, а Велика Британія розробила та ввела в озброєння систему протиторпедного захисту надводних кораблів S2170.
Удосконалена система протидії торпедам під назвою AN/SLQ-61 Lightweight Tow (LWT) Torpedo Defense Mission Module (TDMM) легша, ніж AN/SLQ-25, і має інший профіль буксирування, що робить її більш пристосованою для малих бойових кораблів, що діють у прибережні середовища. LWT — це модульна приманка м’якого вбивства з цифровим керуванням, яка може захищати кораблі від кільватерного самонаведення, акустичного самонаведення та торпед із дротовим наведенням.